# Lista activelor deținute de Vivendi
Aceasta este o listă a activelor deținute de Vivendi.

## Jocuri video
- Gameloft[1]
  - Gameloft Barcelona
  - Gameloft Bucharest
  - Gameloft Kharviv
  - Gameloft Montreal
  - Gameloft Brisbane
  - Gameloft South-East Asia
  - Gameloft Lviv
  - Gameloft Sofia
  - Gameloft Toronto
  - Gameloft Paris
  - FreshPlanet
  - The Other Guys

## Investiții în capitaluri proprii
- MFE (4,6 %)
- PRISA (9,9 %)
- TIM (23,94 %)
- Telefónica (1 %)
- Banijay Group (19,2 %)
- Universal Music Group (10 %)

## Foste active
- NBCUniversal (20 %, acum deținut integral de Comcast)
- Gaiam Vivendi Entertainment (divizie a UMGD, acum deținut de Cinedigm)
- Activision Blizzard (5,8 %, acum deținut de Microsoft Gaming)
- Maroc Telecom (53 %, acum deținut de Etisalat)
- SFR (vândut la Altice)
- Global Village Telecom (vândut la Telefônica Vivo)
- Vivendi Environnement (divestit prin IPO între 2000 și 2002, cunoscut acum ca Veolia)
- Ubisoft (acțiuni vândute la 20 martie 2018 către diverși investori[2])
- Canal+ Group (devenit independent în decembrie 2024)
- Dailymotion (acum deținut de Canal+)
- Havas (devenit independent în decembrie 2024)
- Prisma Media (acum deținut de Louis Hachette Group)
- Lagardère Group (57,66 %, acum deținut de Louis Hachette Group)
- See Tickets (acum deținut de CTS Eventim)
- MyBestPro
- Watchever
- L'Olympia